# Inspector Gadget (serial din 2015)
Inspector Gadget este un serial canadian de animație produs de DHX Media care servește drept un revival și o continuare a serialului original cu același nume (urmând Gadget și Gadgetinii), care a fost difuzat din 1983 până în 1985. Serialul a fost anunțat prima oară pe 11 iunie 2013, cu 26 de episoade. Serialul a debutat pe 3 ianuarie 2015 pe Boomerang în Franța și a avut premiera oficială pe Teletoon în Canada pe 7 septembrie 2015. În Statele Unite, serialul a avut premiera pe Netflix pe 27 martie 2015.
Pe canalul de YouTube al WildBrain, serialul este uneori referit ca Inspector Gadget 2.0.

## Despre serial
Când Doctor Gheară este dezghețat dintr-un iceberg și reactivează organizația R.Ă.U, Inspectorul Gadget este readus din pensionare și revine pentru a îl opri din nou pe acesta. Însă de data aceasta, Penny și Brain sunt în mod oficial de partea lui. Acest serial este mult mai comic decât celălalt, iar Doctor Gheară este mai puțin sinistru ca înainte.

## Personaje
- Inspectorul Gadget - El a rămas același cyborg neinteligent, credul și incompetent dinainte, dar acum Penny e alături de el în misiuni. Ca de obicei, el continuă să se creadă erou când el de fapt nu face nimic și Penny face mereu toată treaba. Încă nu ascultă de nepoata sa și face ce vrea el, chiar dacă ea e noul său asistent. Gadget pare a fi acum mult mai egoist decât în serialul original și dorește gloria doar pentru el. De asemenea, el deține acum un nou Gadget Mobile (pentru că cel vechi s-a făcut praf), ce este mai confortabil și mai eficient decât celălalt.
- Penny - Penny este nepoata lui Gadget și un agent în pregătire. Este curajoasă, isteață și voitoare să se lupte cu răufăcătorii. Singura sa slăbiciune este Talon, nepotul chipeș al lui Doctor Gheară. Chiar însă dacă îl iubește ea nu îl lasă să scape cu planurile lui malefice și ale unchiului său. Penny acum îl însoțește pe Gadget în fiecare misiune și de fapt ea este protagonistul. Ea este încă cea ce salvează ziua, dar toate laudele le primește unchiul său. De asemenea, ea se poartă ca un adolescent normal când nu este la datorie. Cartea sa computerizată și ceasul au fost înlocuite de o tabletă holografică numită codex.
- Creier (en. Brain) - Creier este câinele lui Penny, cel mai bun prieten și partenerul său și mereu o urmează în misiunile sale. Ca de obicei, el este un maestru al deghizărilor iar Gadget de cele mai multe ori îl confundă cu un Agent R.Ă.U. și încearcă să îl prindă (chiar dacă Creier vrea să îl salveze sau când Penny încearcă să îi zică că e chiar Creier).
- Șef Quimby (en. Chief Quimby) - Șef Quimby este liderul organizației HQ și mereu îi dă lui Gadget misiunile unde trebuie să meargă. Pentru asta el mereu își face apariția în locuri ciudate. De data asta, în loc de hârtie mesajele sale autodistructive sunt acum holografice. Acum el poartă ochelari și un palton iar părul său este blond în loc de maro. Acum are și mai multă răbdare ca înainte.
- Dr. Gheară (en. Dr. Claw) - Ca și întotdeauna, vrea să cucerească lumea și să îl distrugă pe Gadget. De data asta primește ajutor și de la nepotul său Talon, ce l-a salvat în primul episod. Fața sa este și acum nevăzută. Numele lui complet este dezvăluit a fi "Irving Thelonious Gheară, Jr.".
- Talon - Talon este un personaj nou apărut în acest reboot și nepotul malefic al Doctorului. Acesta l-a salvat din iceberg din primul episod. El este isteț, chipeș și manipulativ. El știe de frumusețea sa și știe cum să o aplice. În secret este îndrăgostit de Penny, dar ei nu pot fi împreună deoarece sunt dușmani. De fiecare dată când are ocazia el încearcă să o impresioneze pe Penny, dar ea mereu îl ignoră, în ciuda sentimentelor ei. De obicei el se ceartă cu unchiul său deoarece crede că planurile sale sunt de modă veche sau ridicole - ceea ce e de multe ori adevărat. Gheară mereu dă vina pe nepotul său când planurile sale eșuează, chiar și când nu e mereu vina lui Talon. Chiar sunt și situații când Gheară îl învinuiește pe Talon pentru ceva ce el a fost avertizat de către acesta. Chiar dacă face tot posibilul să își impresioneze unchiul, Talon nu este foarte bine tratat de Gheară.
- Prof. Von Istețostein (en. Professor Von Slickstein) - El este cel ce inventează toate mașinăriile pentru a-i ajuta pe Gadget și trupa în misiuni. Aici el este arătat ca fiind un tânăr, și nu un om adult ca în serialul original.
- Kayla - Ea este prietena cea mai bună a lui Penny și de asemenea un nou personaj în acest serial, și o colegă agent în pregătire. Are o personalitate pozitivă și voioasă, iar gura sa care vorbește încontinu este destul de puternică ca să mutilească și cel mai puternic agent R.Ă.U.
- Pisica REA (en. MAD Cat) - Nu ca și celelalte pisici de dinainte ale lui Gheară, aceasta este de sex feminin. Ea este mereu răsfățată de Gheară și are un fel de dușmănie cu Talon.
- Mama doctorului Gheară - A apărut în câteva episoade. Ca și fiul ei, fața sa nu este niciodată văzută. De obicei ea se poarte foarte autoritar cu Gheară, și uneori chiar îl umilește.

## Episoade
| Premiera originală | Premiera în România | N/o | Titlu român                               | Titlu englez                                               |
| ------------------ | ------------------- | --- | ----------------------------------------- | ---------------------------------------------------------- |
|                    |                     |     |                                           |                                                            |
| SEZONUL 1          |                     |     |                                           |                                                            |
|                    |                     |     |                                           |                                                            |
| 27.03.2015         | 02.02.2015          | 01  | Gadget 2.0                                | Gadget 2.0                                                 |
|                    |                     |     |                                           |                                                            |
| 27.03.2015         | 03.02.2015          | 02  | Turnuri înalte                            | Towering Towers                                            |
| 27.03.2015         | 03.02.2015          | 02  | Final de joc                              | Game Over, Man                                             |
|                    |                     |     |                                           |                                                            |
| 27.03.2015         | 04.02.2015          | 03  | În ritmul muzicii                         | Rock Out                                                   |
| 27.03.2015         | 04.02.2015          | 03  | Stai la poză                              | Strike a Pose                                              |
|                    |                     |     |                                           |                                                            |
| 27.03.2015         | 05.02.2015          | 04  | Rău - o clasă mai sus                     | A Better Class of MAD                                      |
| 27.03.2015         | 05.02.2015          | 04  | Tuse cauzată de Gheară                    | Cough Due to Claw                                          |
|                    |                     |     |                                           |                                                            |
| 27.03.2015         | 06.02.2015          | 05  | Spectacolul canin s-a terminat            | Dog Show Days Are Over                                     |
| 27.03.2015         | 06.02.2015          | 05  | Măr putred                                | One Bad Apple                                              |
|                    |                     |     |                                           |                                                            |
| 27.03.2015         | 09.02.2015          | 06  | Aspirații rele                            | Sucks Like MAD                                             |
| 27.03.2015         | 10.02.2015          | 06  | O gheară pentru Talon                     | A Claw for Talon                                           |
|                    |                     |     |                                           |                                                            |
| 27.03.2015         | 11.02.2015          | 07  | Bomba Gadget                              | Gadget’s Da Bomb                                           |
| 27.03.2015         | 12.02.2015          | 07  | Managerul Gadget                          | Gadget Managment                                           |
|                    |                     |     |                                           |                                                            |
| 27.03.2015         | 13.02.2015          | 08  | Diamante pentru rău                       | Diamonds are a MAD’s Best Friend                           |
| 27.03.2015         | 16.02.2015          | 08  | Ticăit nervos                             | Ticked Off                                                 |
|                    |                     |     |                                           |                                                            |
| 27.03.2015         | 17.02.2015          | 09  | Cunoști procedura                         | You Know the Drill                                         |
| 27.03.2015         | 18.02.2015          | 09  | Operațiunea reuniune la sediu             | Spy School Reunion                                         |
|                    |                     |     |                                           |                                                            |
| 27.03.2015         | 19.02.2015          | 10  | O gaură într-una                          | A Hole in One                                              |
| 27.03.2015         | 20.02.2015          | 10  | Operațiunea Hocus Pocus                   | Operation Hocus Pocus                                      |
|                    |                     |     |                                           |                                                            |
| 27.03.2015         | 23.02.2015          | 11  | Un zbor rău                               | MAD Carpet Ride                                            |
| 27.03.2015         | 24.02.2015          | 11  | Zile fericite                             | Appy Days                                                  |
|                    |                     |     |                                           |                                                            |
| 27.03.2015         | 25.02.2015          | 12  | Colizioscopul                             | Colliderscope                                              |
| 27.03.2015         | 26.02.2015          | 12  | Are un joc periculos                      | She Got Dangerous Game                                     |
|                    |                     |     |                                           |                                                            |
| 27.03.2015         | 27.02.2015          | 13  | Gadgetul meu va dăinui                    | My Gadget Will Go On                                       |
| 27.03.2015         | 02.03.2015          | 13  | Gadgetatorul                              | The Gadgetator                                             |
|                    |                     |     |                                           |                                                            |
| 27.03.2015         | 18.05.2015          | 14  | Un caz cu cap                             | Head Case                                                  |
| 27.03.2015         | 19.05.2015          | 14  | Pornește-ți gadgeturile                   | Start Your Gadgets                                         |
|                    |                     |     |                                           |                                                            |
| 27.03.2015         | 20.05.2015          | 15  | Gândire raționala                         | Mind Over MADder                                           |
| 27.03.2015         | 21.05.2015          | 15  | Zi de an-tre-na-ment                      | Train-ing Day                                              |
|                    |                     |     |                                           |                                                            |
| 27.03.2015         | 22.05.2015          | 16  | Yeti al ghețurilor                        | Ice, Ice Yeti                                              |
| 27.03.2015         | 25.05.2015          | 16  | Mașina de înmuiat                         | MAD Soaker                                                 |
|                    |                     |     |                                           |                                                            |
| SEZONUL 2          |                     |     |                                           |                                                            |
|                    |                     |     |                                           |                                                            |
| 29.08.2015         | 26.05.2015          | 17  | Fântâna lui Cortez                        | The Fountain Of Cortez                                     |
| 29.08.2015         | 27.05.2015          | 17  | Universitatea haină                       | Evil U                                                     |
|                    |                     |     |                                           |                                                            |
| 29.08.2015         | 28.05.2015          | 18  | Vârcolacul din Londra                     | WereBrain Of London                                        |
| 29.08.2015         | 29.05.2015          | 18  | Moștenitorul tronului                     | Airhead To The Throne                                      |
|                    |                     |     |                                           |                                                            |
| 29.08.2015         | 17.08.2015          | 19  | Pierdut în pierduta Atlantidă             | Lost In The Lost City Of Atlantis                          |
| 29.08.2015         | 17.08.2015          | 19  | Penny e salvată                           | A Penny Saved                                              |
|                    |                     |     |                                           |                                                            |
| 29.08.2015         | 18.08.2015          | 20  | De două ori Penny                         | Double O’Penny                                             |
| 29.08.2015         | 19.08.2015          | 20  | Îl iubim pe Gadget                        | We Heart Gadget                                            |
|                    |                     |     |                                           |                                                            |
| 29.08.2015         | 20.08.2015          | 21  | Ding pentru micul Talon                   | Tiny Talon Time                                            |
| 29.08.2015         | 21.08.2015          | 21  | Frățuirea inelului                        | Fellowsheep Of The Ring                                    |
|                    |                     |     |                                           |                                                            |
| 29.08.2015         | 24.08.2015          | 22  | Ghiarupție                                | A Clawruption                                              |
| 29.08.2015         | 25.08.2015          | 22  | Rău pe vecie                              | Forever MAD                                                |
|                    |                     |     |                                           |                                                            |
| 29.08.2015         | 26.08.2015          | 23  | În spatele Gadgetdomului                  | Beyond Gadgetdome                                          |
| 29.08.2015         | 27.08.2015          | 23  | Creier pe fugă                            | Brain Drain                                                |
|                    |                     |     |                                           |                                                            |
| 29.08.2015         | 28.08.2015          | 24  | Ce este... Reatrix                        | What is... the MADtrix                                     |
| 29.08.2015         | 31.08.2015          | 24  | Gadget-proba extremă                      | Most Extreme Gadget Challenge                              |
|                    |                     |     |                                           |                                                            |
| 29.08.2015         | 01.09.2015          | 25  | Planul piramidă                           | Pyramid Scheme                                             |
| 29.08.2015         | 02.09.2015          | 25  | Înapoi către viitorul rău                 | Back To The Mad Future                                     |
|                    |                     |     |                                           |                                                            |
| 29.08.2015         | 03.09.2015          | 26  | În Rusia, cu drag                         | Tool Russia, With Love                                     |
| 29.08.2015         | 04.09.2015          | 26  | Viteză mică                               | Low Speed                                                  |
|                    |                     |     |                                           |                                                            |
| SEZONUL 3          |                     |     |                                           |                                                            |
|                    |                     |     |                                           |                                                            |
| 02.06.2017         | 21.08.2017          | 27  | Răutăciosul Jurassic                      | Jurassic Jerk                                              |
| 02.06.2017         | 22.08.2017          | 27  | Asistentul Șef McBalivernă                | Assistant Chief McFibber                                   |
|                    |                     |     |                                           |                                                            |
| 02.06.2017         | 23.08.2017          | 28  | Drona tăcerii                             | Drone of Silence                                           |
| 02.06.2017         | 24.08.2017          | 28  | Creșteri de gradul Rău                    | Growing Like Mad                                           |
|                    |                     |     |                                           |                                                            |
| 02.06.2017         | 25.08.2017          | 29  | Rău Robotul                               | Mad Money                                                  |
| 02.06.2017         | 28.08.2017          | 29  | Rețete eșuate                             | Baking Bad                                                 |
|                    |                     |     |                                           |                                                            |
| 02.06.2017         | 29.08.2017          | 30  | Tensiune într-o singură ceașcă            | Tempest in a Tea Cup                                       |
| 02.06.2017         | 30.08.2017          | 30  | Domnul securitate                         | Mr. Security                                               |
|                    |                     |     |                                           |                                                            |
| 02.06.2017         | 31.08.2017          | 31  | Ghiară culinară                           | Cooking with Claw                                          |
| 02.06.2017         | 01.09.2017          | 31  | Scos din rădăcină                         | Catnipped in the Bud                                       |
|                    |                     |     |                                           |                                                            |
| 02.06.2017         | 04.09.2017          | 32  | Gheară clopotarul                         | Cuckoo for Talon                                           |
| 02.06.2017         | 05.09.2017          | 32  | Joc cinstit                               | Fayre Game                                                 |
|                    |                     |     |                                           |                                                            |
| 02.06.2017         | 06.09.2017          | 33  | Intruși la picnic                         | Picnic Pests                                               |
| 02.06.2017         | 07.09.2017          | 33  | Concurs de talente                        | Talent Show Off                                            |
|                    |                     |     |                                           |                                                            |
| 02.06.2017         | 08.09.2017          | 34  | Gadget și Omul de ovăz                    | Gadged & Oatsfunkle                                        |
| 02.06.2017         | 11.09.2017          | 34  | Orașul se scufundă                        | Metro City's Sinking                                       |
|                    |                     |     |                                           |                                                            |
| 02.06.2017         | 12.09.2017          | 35  | Doamna și vampirul                        | The Lady and the Vamp                                      |
| 02.06.2017         | 13.09.2017          | 35  | Sezonul gripei                            | The Walking Head Cold                                      |
|                    |                     |     |                                           |                                                            |
| 02.06.2017         | 14.09.2017          | 36  | Să fim mai deștepți                       | Get Smarts                                                 |
| 02.06.2017         | 15.09.2017          | 36  | Cameră de evadare cu vederi               | Escape Room with a View                                    |
|                    |                     |     |                                           |                                                            |
| 02.06.2017         | 18.09.2017          | 37  | Voodoo reușit                             | Who Do Voodoo                                              |
| 02.06.2017         | 19.08.2017          | 37  | Răutate sub clar de lună                  | Midnight MADness                                           |
|                    |                     |     |                                           |                                                            |
| 02.06.2017         | 20.09.2017          | 38  | Gadg-ed                                   | Gadg-ED                                                    |
| 02.06.2017         | 21.09.2017          | 38  | Ne vedem mai târziu, super aligatorule    | See You Later, Super Gartor                                |
|                    |                     |     |                                           |                                                            |
| 02.06.2017         | 19.02.2018          | 39  | Plouă cu teroare                          | Rain of Terror                                             |
| 02.06.2017         | 20.02.2018          | 39  | Adevărul bine-ascuns                      | The Truth Is Under There                                   |
|                    |                     |     |                                           |                                                            |
| SEZONUL 4          |                     |     |                                           |                                                            |
|                    |                     |     |                                           |                                                            |
| 18.05.2018         | 21.02.2018          | 40  | Prieten-inamicul sediului                 | Frienemy of the State                                      |
| 18.05.2018         | 22.02.2018          | 40  | Rău spațial                               | MADhenge                                                   |
|                    |                     |     |                                           |                                                            |
| 18.05.2018         | 23.02.2018          | 41  | Gheara care a furat Crăciunul             | The Claw Who Stole Christmas                               |
| 18.05.2018         | 26.02.2018          | 41  | Chestiuță                                 | The Thingy                                                 |
|                    |                     |     |                                           |                                                            |
| 18.05.2018         | 27.02.2018          | 42  | Talon-tatul domn Colin                    | The Talon-ted Mr. Colin                                    |
| 18.05.2018         | 28.02.2018          | 42  | Rău-zilla                                 | MADzilla                                                   |
|                    |                     |     |                                           |                                                            |
| 18.05.2018         | 01.03.2018          | 43  | Anti-gravitate                            | Anti-gravity                                               |
| 18.05.2018         | 02.03.2018          | 43  | Prea mulți Talon-i                        | Too Many Talons                                            |
|                    |                     |     |                                           |                                                            |
| 18.05.2018         | 05.03.2018          | 44  | Puterea starului de cinema                | Star Power                                                 |
| 18.05.2018         | 06.03.2018          | 44  | Panda-tagonia                             | Panda-monium                                               |
|                    |                     |     |                                           |                                                            |
| 18.05.2018         | 07.03.2018          | 45  | Sub soarele de miază-rău                  | Under the MADnight Sun                                     |
| 18.05.2018         | 08.03.2018          | 45  | Aeropirați la proba tribord               | Skyrates Off the Starboard Bow!                            |
|                    |                     |     |                                           |                                                            |
| 18.05.2018         | 09.03.2018          | 46  | Soartă păcătoasă                          | Fate it ‘til You Make it                                   |
| 18.05.2018         | 12.03.2018          | 46  | A fost odată un ecran                     | Once Upon a Screentime                                     |
|                    |                     |     |                                           |                                                            |
| 18.05.2018         | 13.03.2018          | 47  | Rău-mustața Profesorului Ban              | The MADstache of Professor Coin                            |
| 18.05.2018         | 14.03.2018          | 47  | Rău-tusalem                               | MADthuselah                                                |
|                    |                     |     |                                           |                                                            |
| 18.05.2018         | 15.03.2018          | 48  | Moștenire încâlcită                       | The Heir Affair                                            |
| 18.05.2018         | 16.03.2018          | 48  | Problemă însetată                         | Parched Nemesis                                            |
|                    |                     |     |                                           |                                                            |
| 18.05.2018         | 19.03.2018          | 49  | Compania copacilor                        | Trees Company                                              |
| 18.05.2018         | 20.03.2018          | 49  | Pistă rea                                 | MADtrack                                                   |
|                    |                     |     |                                           |                                                            |
| 18.05.2018         | 21.03.2018          | 50  | Misiunea balului disco                    | The Missionball Ball                                       |
| 18.05.2018         | 22.03.2018          | 50  | Spune-mi ce sfinx                         | Tell Me What Sphinx                                        |
|                    |                     |     |                                           |                                                            |
| 18.05.2018         | 23.03.2018          | 51  | Harm-aghedon                              | Harmageddon                                                |
| 18.05.2018         | 26.03.2018          | 51  | Mână în mână                              | Do No Arm                                                  |
|                    |                     |     |                                           |                                                            |
| 18.05.2018         | 27.03.2018          | 52  | Inspectorul Gadget merge la închisoare    | Inspector Gadget Goes To Jail                              |
| 18.05.2018         | 28.03.2018          | 52  | Aveam un titlu foarte bun, dar l-am uitat | We Had A Really Good Title For This One … But We Forgot It |
|                    |                     |     |                                           |                                                            |

## Legături externe
- Inspector Gadget la Internet Movie Database

1. 1 2 3  „Inspector Gadget”. FilmAffinity. Accesat în 25 noiembrie 2016.
2. 1 2  Această versiune a temei nu este la fel ca originalul, și are "Go Go Gadget Go" în acesta. Originalul este "Go, Gadget Go".)
3. ↑  Lopez, Michelle (24 mai 2017). „What's streaming and leaving Netflix: June 2017”. Chicago Tribune. June 2 .. Inspector Gadget: Season 3 — Netflix original
4. ↑  „Inspector Gadget Reboot Tops Off TELETOON Canada's Latest Original Production Slate”. Bell Media. Banff, Alberta. 11 iunie 2013. Accesat în 16 februarie 2015.
5. ↑  „TELETOON Goes Back To Cool This Fall!” (Press release). Toronto: Corus Entertainment. 3 septembrie 2015. Arhivat din original la 23 septembrie 2015. Accesat în 19 septembrie 2015.
6. ↑  Raveleau, Alexandre (31 decembrie 2014). „Inspecteur Gadget: la nouvelle version débarque en janvier 2015”. Toutelatele (în franceză). Accesat în 19 septembrie 2015.
7. ↑  Inspector Gadget 2.0 | NEW SERIES | Gadget's Da Bomb//Gadget Management | Cartoon for Kids (în engleză), 10 august 2019, accesat în 14 iunie 2022